# 阪急2000系電車 (初代)
阪急2000系電車（はんきゅう2000けいでんしゃ）は、阪急電鉄（以下「阪急」）が1960年から神戸線・宝塚線（神宝線）用として導入した通勤形電車である。
本項では、本系列の宝塚線用の低速型である2100系電車、直流600V・1500V複電圧対応型である2021系電車（電装解除後は2071系）についても記述するが、能勢電鉄がこれら3形式を阪急から譲受した系列は、能勢電鉄1500系電車と能勢電鉄1700系電車の各記事で解説する。

## 概要

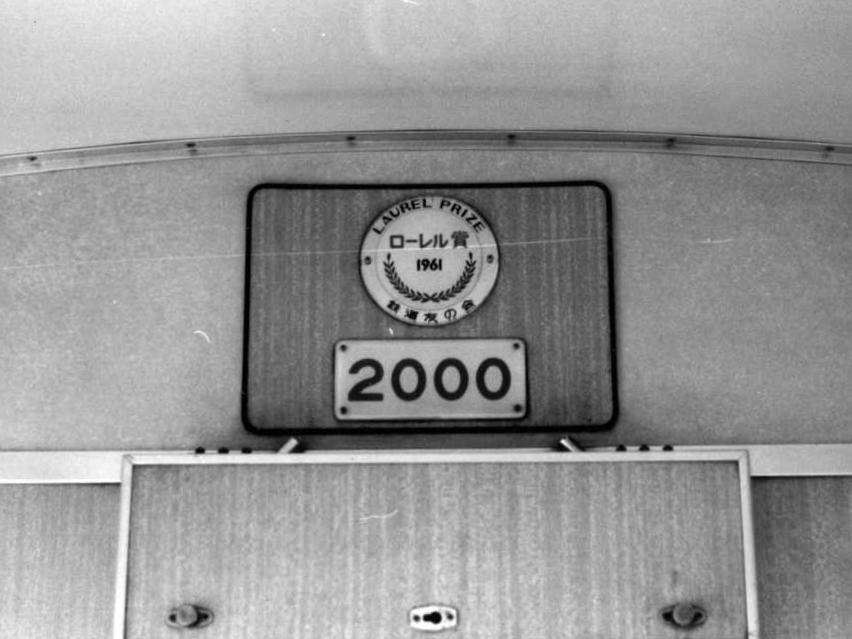
木目デコラの台座付きの初代ローレル賞プレート（1977.10.16西宮北口にて撮影）

同時期に京都線に投入された姉妹車である2300系とともに、阪急の車両で初の回生制動と定速運転制御を装備した高性能車である。愛称は「人工頭脳電車」としてPRされ、また「オートカー」とも称された。
現在の阪急電鉄の車両の礎を築いた系列であり、車体の基本デザインは2013年に登場した1000系・1300系にも受け継がれ、昭和半ばから平成までの阪急のスタンダードとなった。
阪急初の高性能車である1000形と1010系ではオールM車を基本としていたが、製作費が高くなることから見直しが図られ、MT編成を基本に設計された。鉄道車両の法定耐用年数が20年から13年に短縮されたことを機に、工程を可能な限り簡素化し、車両寿命がある程度犠牲となることを承知の上で製造・維持コストの圧縮を図った。また1000系列は内外装が旧型車とほとんど変わっておらず、利用者が新車だと気づきにくかったという欠点もあり、利用者に対する新車へのインパクトも考慮して開発された。
1960年から1962年にかけて42両が製造された。1961年には宝塚線用の2100系、1963年には昇圧用複電圧車の2021系が登場している。
1961年には、2300系とともに第1回鉄道友の会ローレル賞を受賞している。

## 車体・接客設備
車体は京都線用の2300系と同様、鋼製の準張殻構造を採り入れた軽量構造車体となっている。これは前世代の1010系・1300系などが軽量化に腐心するあまり、特殊かつ極めて複雑な車体構造となり、製造・保守の両面で問題が生じたことへの反省として変更されたものである。デザインは直線と平面を基調としたシンプルな形状となり、前面は三面折り妻とされ、前面・屋根・裾部に丸みが付けられた。客用扉は阪急の車両では初採用となる1,300mm幅の両開き扉が採用され、戸袋窓は省略された。
通風は1010系などと同様の軸流送風機によるファンデリアを用いた強制換気であるが、同系列などで問題となった複雑な屋根構造は廃され、換気用のモニター屋根と呼ばれる通風ダクトを本来の屋根構造とは独立して全長に渡って搭載する構成に変更され、構造の大幅な簡素化が実現した。
外部塗装はマルーンの単色で、窓枠はアルミサッシ無塗装の銀色とされた。側窓は下降窓となり、ワンタッチで開閉可能な新設計の大型ユニット窓が採用された。この窓はその完成度の高さから、その後8300系まで改良を加えつつ長く継承されることとなった。
前面は中央に貫通扉が設置され、その両隣に窓が1つずつ設けられている。前照灯は阪急の車両で初めて採用された丸型シールドビーム2灯が四角形のケースの中に入れられて貫通扉上に配置された。尾灯は左右の窓上に1灯ずつ設置されており、内部切り替えにより標識灯として使用することが可能であった。左右の窓下にはフックが1つずつあり、行先表示板を掲出できるようになっていた。車体側面には列車種別表示灯と車外放送装置が設置されている。
室内も木目調の内壁とゴールデンオリーブ（光沢のある深緑）の落ち着いた雰囲気で、全席ロングシートであった。妻面は、開放感を持たせるために1,080mm幅の広幅貫通路で隣の車両と連結されていた。
車両番号は側面窓下に左右1箇所ずつと先頭車は前面貫通扉中央に1か所、ステンレスの切り文字で番号が掲出されていた。

## 主要機器

### 走行機器
主電動機は定格出力150kW（定格電圧300V）の直流複巻補償巻線付電動機（東京芝浦電気SE-572B）を装備した。
駆動方式はWNドライブ、歯数比は85:16(5.31)で、この歯車比は後の神宝線の標準となる。起動加速度2.8km/h/s、常用減速度4.0km/h/s、平坦線均衡速度は120km/h以上を実現した。
ブレーキは電力回生制動を併用するHSC-R電磁直通ブレーキである。電動車による回生制動 → 電動車の空気ブレーキ → 制御・付随車の空気ブレーキの順に動作するよう優先順位を付ける方式が採用された。
パンタグラフは菱形のPG-18A1を採用した。離線による回生失効を防止するため、1両あたり2基装備していた。

### 制御器
制御器は、抵抗制御を行う電動カム軸式制御器に分巻界磁制御器を付加し、中速域以上では分巻界磁電流の自動制御のみで主回路を切り替えずに力行・惰行・回生ブレーキを連続的に行う方式を採用した。2000系と2300系では電気機器メーカーの違いにより制御方法が異なり、2000系では磁気増幅器を用いる。
制御方式は1C4Mで、2300系と異なり直並列の切り換えを行う。
定速運転の機能も搭載され、運転士がノッチで指定した速度に合わせて、自動制御で乗客数や勾配、電圧の高低に関係なく一定の速度で走行する事が可能となった。マスコンは2300系と同じく7ノッチであるが、2ノッチは直列運転用であり、定速運転用ノッチの指令速度は50・70・80・90・105km/hであった。
分巻界磁の制御は、電動発電機と同軸に取り付けた昇圧機（ブースター）を主電動機の分巻界磁と直列接続し、この増幅率を磁気増幅器（マグアンプ）によって他励界磁電流を制御することで行われる。マスコンの位置・指令速度、実速度、主回路電流などの情報を磁気増幅器の入力として演算処理し、その出力が他励界磁電流となる仕組みであり、当時の自動制御技術による最新の制御方式であった。
もっとも、このシステムは磁気増幅器の応答性が必ずしも良好ではなかったことと、昇圧機が架線電圧の変動に左右される電動発電機を動力源としていたことから、各車ごとの増幅率の調整が難しいことから保守上の問題となり、昇圧時に分巻界磁制御器が廃止される一因となった。

### 台車
当初はアルストム・リンク式金属ばね台車である住友金属工業FS-333（電動台車）・FS-33（付随台車）を装着した。電動台車の軸間距離2,100mm、車輪径860mmに対し、付随台車は軸間距離2,100mm、車輪径762mmと小振りになっている。阪急でのアルストム台車の採用は2000系・2100系・2300系が最後となった。
1961年には住友金属工業のミンデンドイツ式台車第1号となるFS-344が2011で試用され、1962年以降の増備車で量産型のFS-345（電動車）・FS-45（付随車）が本格採用された。ミンデンドイツ式台車は多数の私鉄・地下鉄にも波及した。FS-344は後に2017に振り替えられ、廃却された。
また、汽車製造によって開発されたエコノミカル・トラックと呼ばれる1自由度系軸箱梁式空気ばね台車の比較検討のため、2018と2019はKS-66Cを、2068と2069はKS-66Bをそれぞれ装着して竣工したが、営業開始直後にFS-345・45に交換されている。
京都線の2300系も同様の台車を採用しているが、2000系・2100系とは駆動方式の違いから電動台車の互換性はない。

## 派生系列

### 2100系

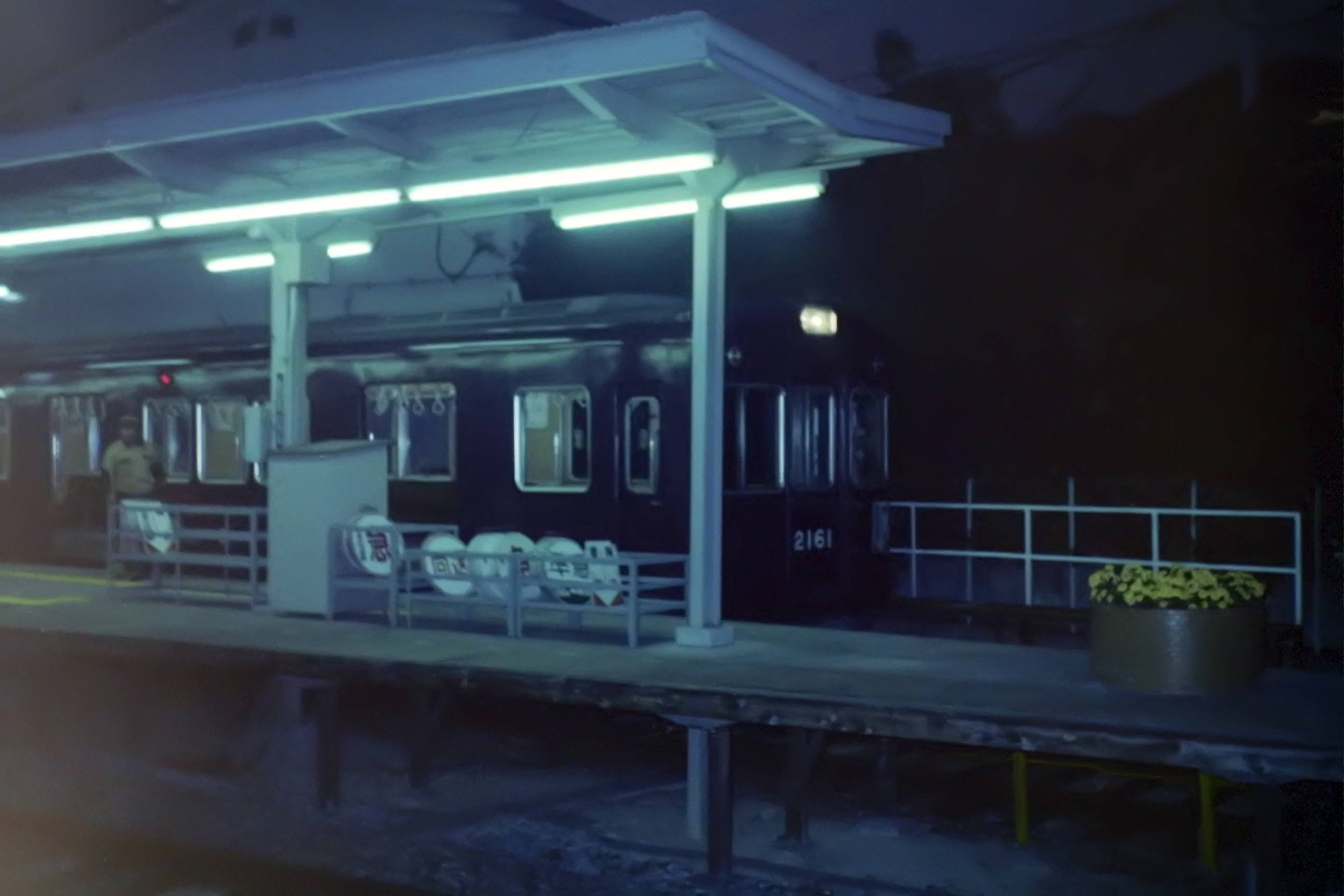
2100系　1984年　雲雀丘花屋敷駅

2100系は、2000系の宝塚線仕様として1962年に登場した。
宝塚線に適した性能とするため、主電動機は出力100kW、歯車比は6.07に設定された。定速運転の指令速度は45・60・70・80km/hであった。
電動車の2100形と制御車の2150形が各15両ずつ、合計で30両（車両番号はそれぞれ2100 - 2114・2150 - 2164）が製造された。なお、2156Fはエコノミカル台車を使用している。
本系列は直流600V専用設計であったため、昇圧後は2000系と同様に定速運転機能と回生ブレーキ機能が撤去された。この時、最終6両（2112 - 2114・2162 - 2164）については電装品が2000系昇圧の際に発生した余剰機器に取り替えられた。このため主電動機が2000系と同じ東芝SE-572Bに交換されて1時間定格出力が150kWに増強され、同系列と共通運用可能となった。これら6両はしばらく元番号のまま使用され、1979年に冷房化改造された際に以下の通り2000系に改番(後述の2021系の続番で原番号-70)・編入された。
2162-2112-2163-2113+2164-2114 → 2092-2042-2093-2043+2094-2044
また、2153と2155については早い段階で3000系の増結に転用されている。残った22両については、2000系2050形2両を編入して8両編成3本に編成され、引き続き宝塚線で使用された。

### 2021系（2071系）

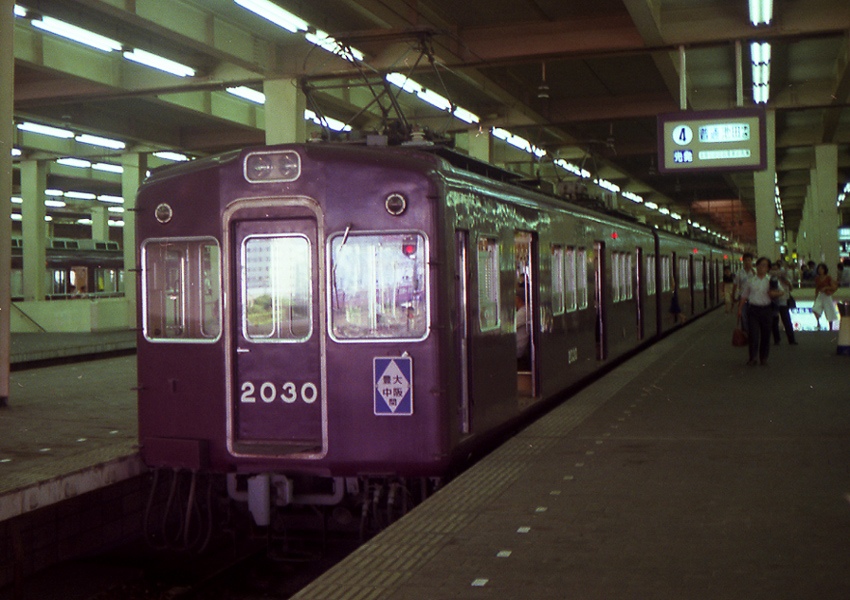
2021系原形車 (2030)
（後の能勢電1585号・阪急梅田駅）

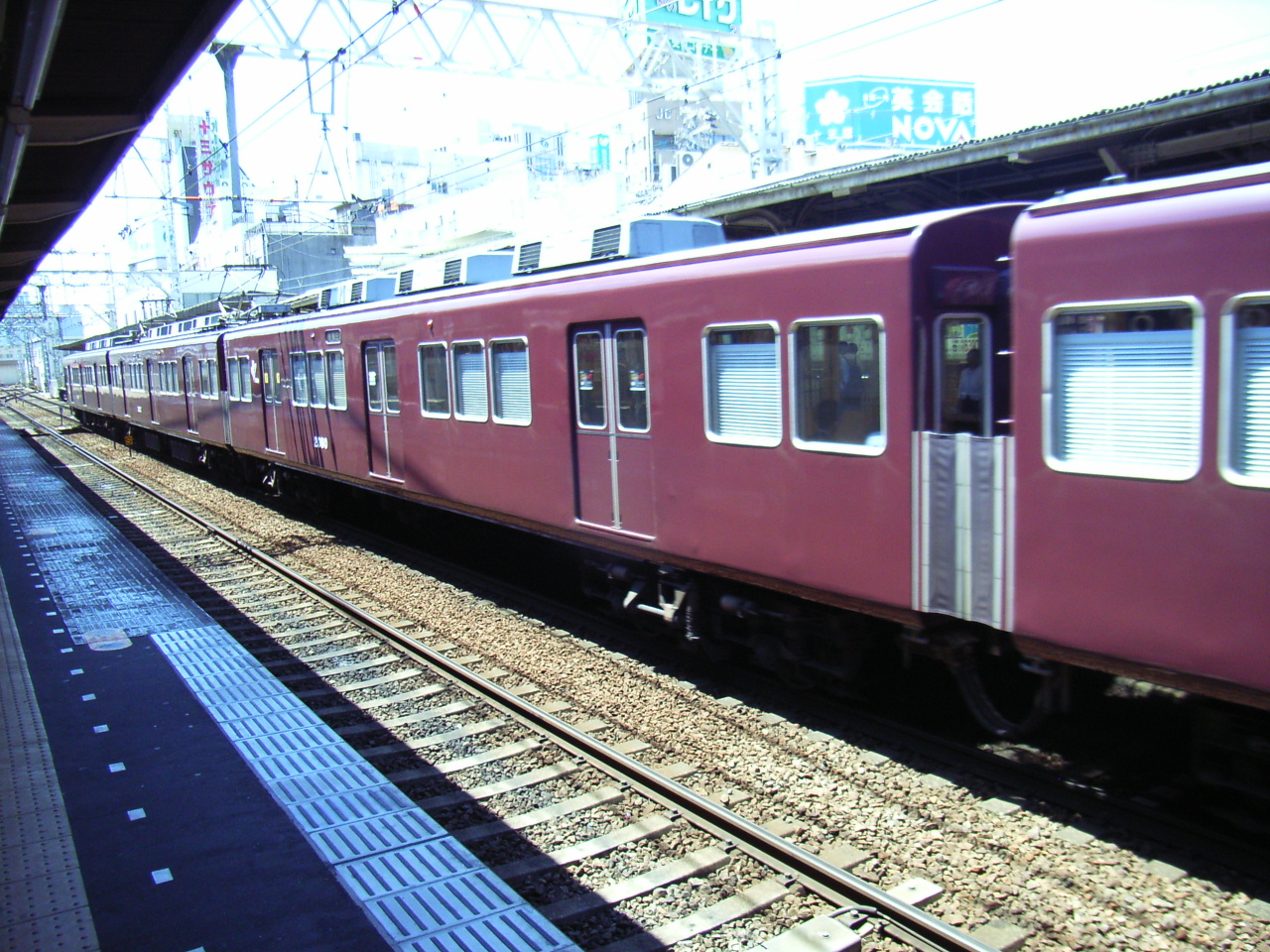
2071形中間車 (2080)
（2007年6月23日 十三駅）

本系列は、1963年の神戸線と宝塚線の架線電圧昇圧（600V→1500V）決定に伴って製造された2000系の複電圧対応型である。1964年までに電動車である2021形と制御車および付随車である2071形が各21両ずつ、合計で42両が製造された。
複電圧車ではあるが、電圧転換器による車上転換ではなく、車庫あるいは工場で各車の床下の主回路や補助回路の切り替えスイッチの切り替え、あるいは端子板の結線変更による方式であり、走行中の電圧切り替えはできなかった。また、2000系と同等の定速運転機能も装備していたが、電気関係、特に主制御器の構造が極めて複雑で保守に問題があったために、以降は比較的構造が単純な昇圧即応車である3000系・3100系の製造に移行した。主電動機は2000系同様の複巻電動機であるが、定格電圧は750Vとなった。2000系との併結は不可能であるが、車両番号は2000系の続番で、それぞれ2021 - 2041・2071 - 2091と付番された。
車体は2000系に準ずるが、側窓のサッシがフレームレスとなり、操作性が向上した。また、一部車両ではドアエンジンに新型の上戸閉機が試用された。2071F・2074Fは初の6両貫通編成で投入され、広幅貫通路で6両が繋がったが、加減速時の風の流れが強くなったため対策が必要になり、以後の新造車で妻引き戸を設けることとなった。
他、4両編成・2両編成各2本（2031 - 2036・2081 - 2086）が汽車製造製のエコノミカル・トラックと称する1自由度系空気ばね台車を装備して竣工した。
2081F・2084F・2087Fの6両編成3本は宝塚線に配属された。
昇圧に際しては、事前調査によって直流1500Vでの走行性能に問題があることが判明したため、複電圧仕様から1500V専用車として改造されることとなった。ただし磁気増幅器の改造程度であり、2000系の様な大規模な工事は行われなかった。
昇圧後しばらくの間は、定速運転機能、回生ブレーキ機能を残したまま神戸線と宝塚線で使用されていたが、昇圧後は電気配線や制御器関係の故障が相次ぎ、神戸線では高速走行中に主電動機のフラッシュオーバー事故に悩まされた。その結果、1970年12月の8両編成増加の際に一部車両が電装解除されて他系列に編入され、残存車両は全て、高速走行の必要が無い宝塚線配置となったが、さらに1976年以降、残った2021系も全て電装解除が行われ、その後の冷房化に伴う改番以降は2071系と称することとなった。

## 形式
電動車が0番台、付随車が50番台となり、運転台の有無に区別なく通し番号で付番された。編成は2M2Tの4両編成が基本で、従来は阪神急行電鉄からの慣例で大阪寄りに電動車を配置していたが、2000系列ではその逆で神戸方が電動車となった。
電動車が神戸方に変更されたのは、当時開始されていた大型車の5両編成運転に際し、2000系・2100系でも4両編成の大阪寄りに単車の電動車を増結した5両編成運転が想定されたが、その際に電動車2両が連続して4基のパンタグラフで架線を集中して押し上げるのを避けるためである。この5両編成化は見送られ、2100系でMc-Tcの2両を増結する6両編成運転が開始されたことで、パンタグラフ近接の問題は解消した。
- 2000形2001・2003・2005・2007・2009・2011・2013・2014・2016・2017・2019・2020
神戸三宮向き制御電動車 (Mc)。
- 2000形2000・2002・2004・2006・2008・2010・2012・2015・2018
中間電動車 (M)。
- 2050形2050・2052・2054・2056・2058・2060・2062・2064・2065・2067・2068・2070
大阪梅田向き制御車 (Tc)。
- 2050形2051・2053・2055・2057・2059・2061・2063・2066・2069
付随車 (T)。

## 製造
2000系の1960年から1961年に製造された編成は4両編成で登場し、神戸線に配属された。2054Fは2100系の投入まで宝塚線に仮配属された。2100系は1962年に竣工した。
| ← 大阪神戸・宝塚 → | ← 大阪神戸・宝塚 → | ← 大阪神戸・宝塚 → | ← 大阪神戸・宝塚 → | 竣工       |
| Tc                 | M                  | T                  | Mc                 |            |
| 2050               | 2000               | 2051               | 2001               | 1960年11月 |
| 2052               | 2002               | 2053               | 2003               | 1960年11月 |
| 2054               | 2004               | 2055               | 2005               | 1960年11月 |
| 2056               | 2006               | 2057               | 2007               | 1961年11月 |
| 2058               | 2008               | 2059               | 2009               | 1961年12月 |
| 2060               | 2010               | 2061               | 2011               | 1961年12月 |

| ← 大阪神戸・宝塚 → | ← 大阪神戸・宝塚 → | ← 大阪神戸・宝塚 → | ← 大阪神戸・宝塚 → | 竣工      |
| Tc                 | M                  | T                  | Mc                 |           |
| 2152               | 2102               | 2153               | 2103               | 1962年1月 |
| 2154               | 2104               | 2155               | 2105               | 1962年1月 |
| 2156               | 2106               | 2157               | 2107               | 1962年1月 |
| Tc                 | Mc                 |                    |                    |           |
| 2150               | 2100               |                    |                    | 1962年1月 |
| 2151               | 2101               |                    |                    | 1962年1月 |

1962年の製造車は、4両編成に2両編成を増結する6両編成で投入された。
| ← 大阪神戸・宝塚 → | ← 大阪神戸・宝塚 → | ← 大阪神戸・宝塚 → | ← 大阪神戸・宝塚 → | ← 大阪神戸・宝塚 → | ← 大阪神戸・宝塚 → | 竣工       |
| Tc                 | M                  | T                  | Mc                 | Tc                 | Mc                 |            |
| 2062               | 2012               | 2063               | 2013               | 2064               | 2014               | 1962年12月 |
| 2065               | 2015               | 2066               | 2016               | 2067               | 2017               | 1962年12月 |
| Tc                 | M                  | T                  | Mc                 |                    |                    |            |
| 2068               | 2018               | 2069               | 2019               |                    |                    | 1962年11月 |
| Tc                 | Mc                 |                    |                    |                    |                    |            |
| 2070               | 2020               |                    |                    |                    |                    | 1962年12月 |

| ← 大阪神戸・宝塚 → | ← 大阪神戸・宝塚 → | ← 大阪神戸・宝塚 → | ← 大阪神戸・宝塚 → | ← 大阪神戸・宝塚 → | ← 大阪神戸・宝塚 → | 竣工       |
| Tc                 | Mc                 |                    |                    |                    |                    |            |
| 2158               | 2108               |                    |                    |                    |                    | 1962年12月 |
| Tc                 | M                  | T                  | Mc                 | Tc                 | Mc                 |            |
| 2159               | 2109               | 2160               | 2110               | 2161               | 2111               | 1962年12月 |
| 2162               | 2112               | 2163               | 2113               | 2164               | 2114               | 1962年12月 |

1963年には複電圧車の2021系が竣工した。
| ← 大阪神戸・宝塚 → | ← 大阪神戸・宝塚 → | ← 大阪神戸・宝塚 → | ← 大阪神戸・宝塚 → | ← 大阪神戸・宝塚 → | ← 大阪神戸・宝塚 → | 竣工       |
| Tc                 | M                  | T                  | M                  | T                  | Mc                 |            |
| 2071               | 2021               | 2072               | 2022               | 2073               | 2023               | 1963年9月  |
| 2074               | 2024               | 2075               | 2025               | 2076               | 2026               | 1963年9月  |
| Tc                 | M                  | T                  | Mc                 |                    |                    |            |
| 2077               | 2027               | 2078               | 2028               |                    |                    | 1963年9月  |
| 2079               | 2029               | 2080               | 2030               |                    |                    | 1963年9月  |
| Tc                 | M                  | T                  | Mc                 | Tc                 | Mc                 |            |
| 2081               | 2031               | 2082               | 2032               | 2083               | 2033               | 1963年10月 |
| 2084               | 2034               | 2085               | 2035               | 2086               | 2036               | 1963年11月 |
| 2087               | 2037               | 2088               | 2038               | 2089               | 2039               | 1963年11月 |

| ← 大阪神戸・宝塚 → | ← 大阪神戸・宝塚 → | 竣工      |
| Tc                 | Mc                 |           |
| 2090               | 2040               | 1964年5月 |
| 2091               | 2041               | 1964年5月 |

## 主な改造

### 昇圧改造
神戸線は、1967年に1500Vへの昇圧が決定したが、電機機器は架線電圧600V専用で昇圧改造が不可能であったことから、昇圧に際して定速度制御機能と回生制動機能は廃止となった。
改造に際しては、主制御器は改造流用されたが、抵抗器・電動発電機・コンプレッサーが1500v用に新製交換され（弱め界磁率は4段階で順に73・56・46・38%と設定）、主電動機も界磁の結線を変更して通常の直巻電動機に改造、一般的な抵抗制御となった。ブレーキも空気ブレーキのみとなった。パンタグラフは1両あたり1基に削減され、引き紐装置のある運転台側（神戸寄り）を存置した。抵抗器は1両あたり4個搭載されたが、普通運用では過熱状態になりやすい問題があり、対策として優等列車に優先的に充当するようにした。
この際、最初の1編成分の床下機器は新たに製造したものに交換して、主電動機など、昇圧後も使用可能な機器のみ昇圧改造した上で次の編成に転用する方式で工事を行い、2000系の最後の昇圧対象編成の工事後に余剰となる電気機器を使用して、2100系の最終編成6両を2000系に編入する工事を行った。

### 2021系の電装解除
1970年12月の神戸線・宝塚線8連運用増加に際し、神戸線で度重なるフラッシュオーバーに悩まされていた2021系は、宝塚線に集中配置するとともに、一部の中間車を電装解除の上、増結付随車への転用を開始し、6両貫通編成の中間車を中心に10両が電装解除の上で2000系と3000系に組み込まれた。
宝塚線では神戸線で発生した様なトラブルは発生せず、問題無く運用されていたものの、電気的な複雑さと保守の困難さは変わらなかった事から、残りの2021系についても、電動車は電装解除を実施の上、他系列の8両編成化の中間車として活用される事になった。
まず、1977年12月からの6000系による連解運用開始の前に、5000系の連解運用を終了することとなり、同年4月より空気ばね台車の5000系の長編成化用として2021系が組み込まれた。エコノミカル台車の2031 - 2036、2081-2086の12両が対象で、付随車化と冷房化の上で編入されている。他の4両が3000系の増結用として改造され、残りは先頭車のみで編成された8両編成2本のみとなった。
1978年には2087Fが電装解除され、最後に残った2077Fも、1979年春には4両編成化され箕面線用となったが、同年中に電装解除され、3000系・3100系7両編成に編入された結果、2021系単独編成での運用は消滅した。また電装解除された2028・2030と、2077・2079・2090・2091の6両については、運転台は撤去されずに中間付随車として使用されていたが、後の冷房化改造と同時に運転台が撤去されている。

### 冷房化改造

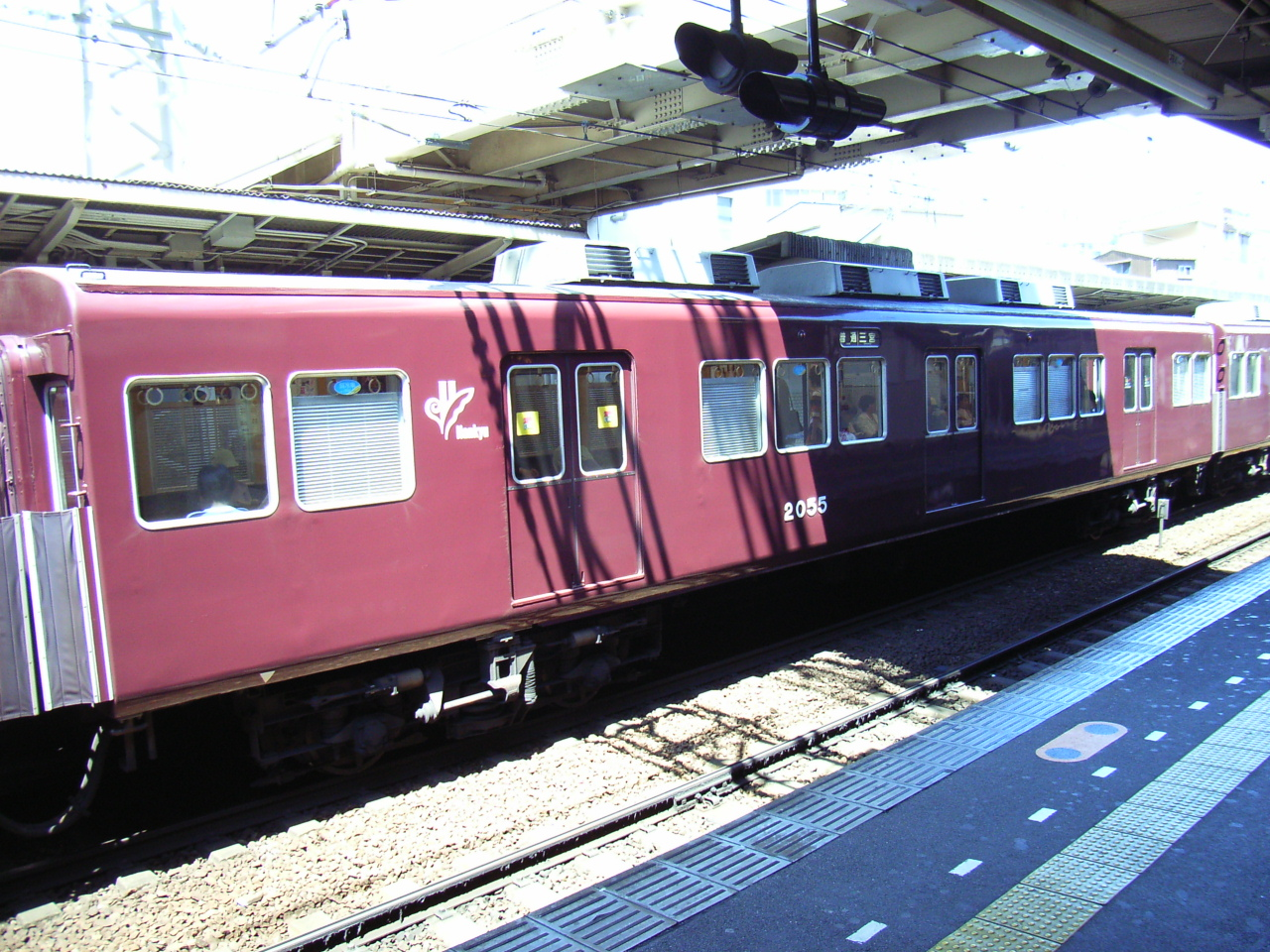
2代目2055（元2153）
（2007年6月23日 十三駅）

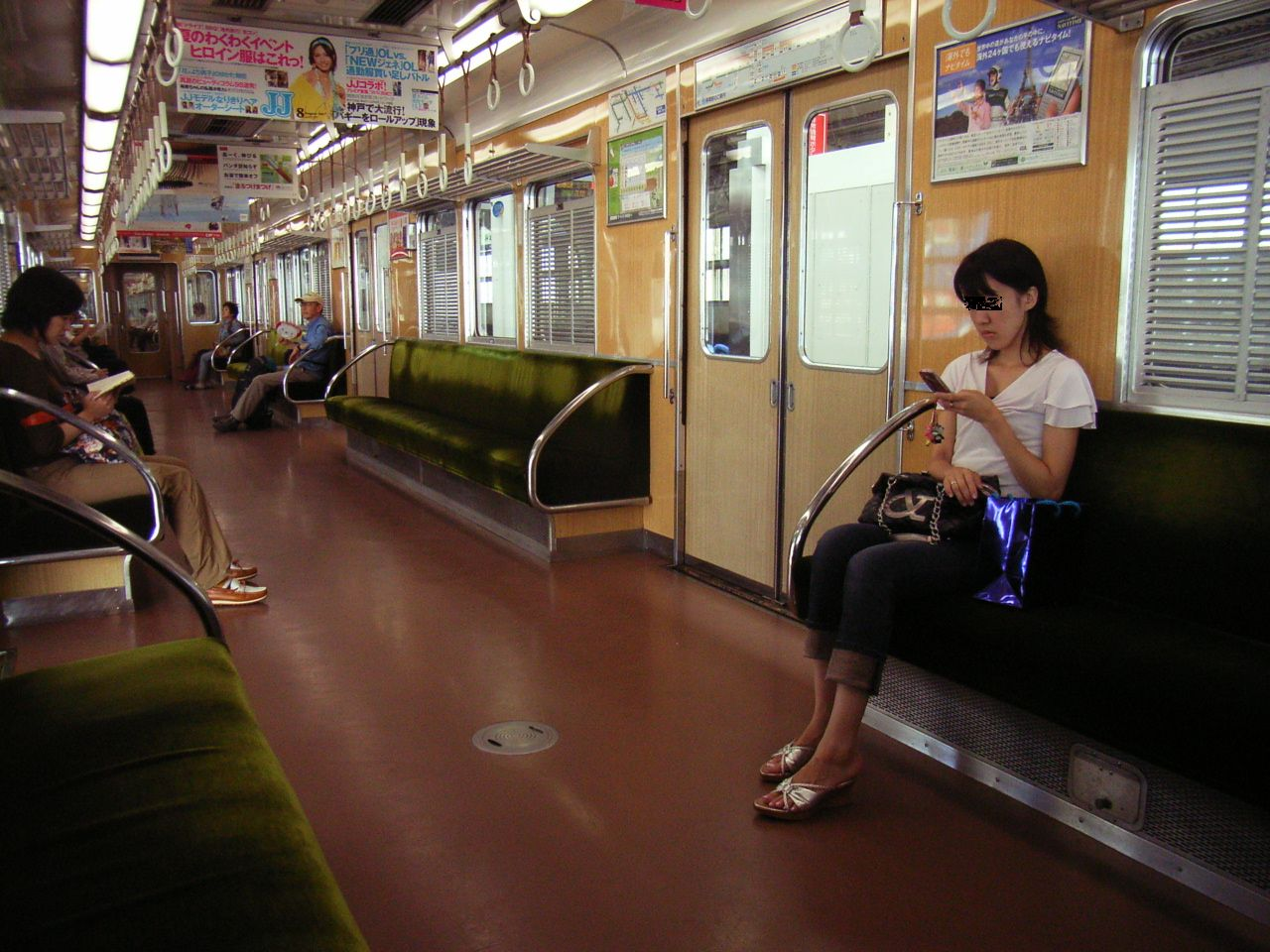
2代目2055の車内

1977年から1981年にかけて2000系の冷房化改造が行われ、2050Fを最後に完了した。冷房装置は標準の10,500cal/h×3（東芝RPU-3003）で、電動車の車軸も強化され、パンタグラフは大阪寄りに移設された。2100系編成に組み込みの2055・2059は改造の対象外となり、能勢電鉄へ譲渡された。
電動車の抵抗器は、過熱問題による運用の制約の解消、および将来の支線転用を見越して、1両あたり4個から8個に増強された。
運転台の撤去も一部車両で行われており、以下の計7両で実施された。妻面は3面折り妻のままで、乗務員用扉の跡に小窓を設置した。運転台仕切りが一部残され旧運転台部には座席がない。
- Mc→Mo - 2001・2009・2043
- Tc→To - 2052・2056・2060・2094

また、風の吹き抜け防止のため、広幅貫通路の狭幅化と妻引き戸の設置も一部車両で行われた。大阪寄り広幅貫通路の狭幅アダプタ取り付け、2050形の神戸寄り広幅貫通路の狭幅化およびドア設置改造が実施された。他系列への組込車については、組み込み先編成に合わせた仕様で行われている。
2100系は冷房化を行わず、2000系への編入車のみ施工された。2000系と同性能に改造された6両（2112 - 2114・2162 - 2164）は1979年の冷房改造時に2000系に編入され、車両番号は2042 - 2044・2092 - 2094となった。2154は1984年の六甲事故による初代2050の事故廃車の代替で冷房化され、2代目2050となった。2000系編成に組み込みの2153・2155は1985年に冷房化され、2代目2055・2059に改番された。
2021系は1976年から1984年にかけて冷房化され、能勢電鉄に譲渡の2030を除く全車に実施された。同時に運転台の撤去が行われ、元電動車の2021形2021 - 2041は車番に150を加えた2171形2171 - 2191となり（2180は欠番）、2071系と称されるようになった。組込先の編成によっては、表示幕を設置した車両もある。

## 事故・災害

### 六甲事故
1984年5月5日、六甲駅の上り本線で山陽電鉄車両との衝突事故が発生し、2050Fが被災した。大破した2050は復旧されず1984年12月14日付で廃車となり、代替に2100系2154を編入し2代目2050とした。
初代2050は落成直後の1960年10月27日、西宮車庫での構内試運転を2050-2001の編成で行った際に配管接続錯誤によるブレーキ不能状態となって留置中の900形909に衝突、本線試運転が中止となり事故からの修復のために営業運転開始が1960年末にずれ込んだ過去があり、まさに事故に始まって事故で終わる一生であった。
西宮車庫での事故の際に、構内運転資格ありの乗務見習いの立場で2050を運転していた山口益生は、六甲駅での事故の際には車両部責任者の立場で事故処理にあたった。

### 阪神・淡路大震災
1995年の阪神・淡路大震災では、2071系2087が伊丹駅で被災し廃車となった。また、同じく伊丹駅で被災した3109を代替した3022の代替として、2171が3000系のM'車に編入され2代目3022となった。
このような複雑な改造が行われた背景には、廃車となった3109の補充のために先頭車が必要であることと、当時休車中で転用可能な車両のうち2171は元電動車であり、トラップドアの復活などが容易であったためであった。

## 運用
2000系は、新製時から4・6両編成で使用されていたが、4両編成については、神戸本線の混雑による長編成化の為、1965年までに6両編成に組み替えが行われ、昇圧工事直前には全車6両編成で運用されていた。
2100系は、新製直後の一時期4両編成での運用も存在したが、間もなく全編成6両編成化された。また2021系は、最初に登場した6両貫通編成を含め、全車6両編成の運用となった。
昇圧後、2000系は昇圧改造で2000系性能となった2100系最終編成6両とともに、6両編成のまま運用されていたが、1969年12月の神戸・宝塚本線8両編成運転開始の際に編成変更が実施され、7連化が実施された。この際、余剰となる2050形6両については3000系や5000系などの他系列編成の増結用として転用の措置がとられた。
昇圧後は京都線への入線が可能となり、1970年に開催された日本万国博覧会の際には万博準急に充当されて京都線車両の絶対数の不足を補ったが、同年12月には、2050Fを除いて電装解除された2021系電動車を組み込み、8両編成化された。
1972年、老朽化した100系（P-6）の淘汰と各線の冷房車の配置均整化の関係から、2021系を外して7両編成6本が京都線に転属し、7両編成で急行を中心に運用された。特急運用が8連化する以前は、時折特急の代走にも使用されたが、5300系の増備や、6300系の新製配置による2800系の格下げにより、京都線急行運用の8両編成化が進むにつれて順次神戸線へ復帰し、1977年4月の2050Fを最後に、全車神戸線に復帰した。
1984年3月の今津線の南北分断に伴い、2000系は今津南線・甲陽線用の3両編成4本が準備された。3両編成の車両は、空気使用量の増加に伴い、2050形Tc車に空気圧縮機を1台増設している。3両編成化により余剰となった2050形付随車は、当時今津線で使用されていた5000系6両編成に組み込まれている。1984年5月の六甲事故後にも大幅な編成変更が行われ、今津北線用の6両編成や伊丹線用の4両編成が登場した。

## 廃車・他社譲渡

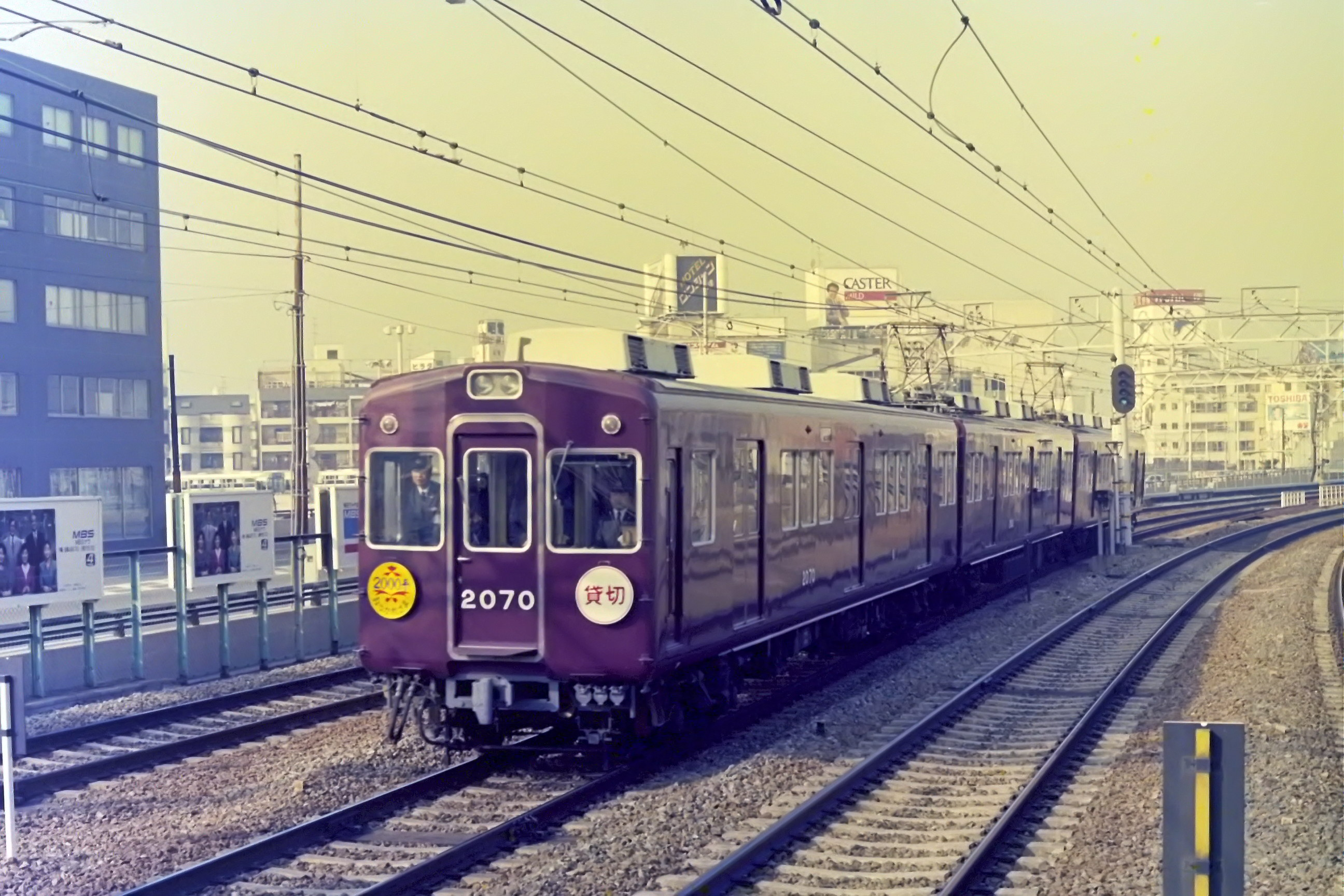
2000系のさよなら運転
（1992年1月26日 中津駅）

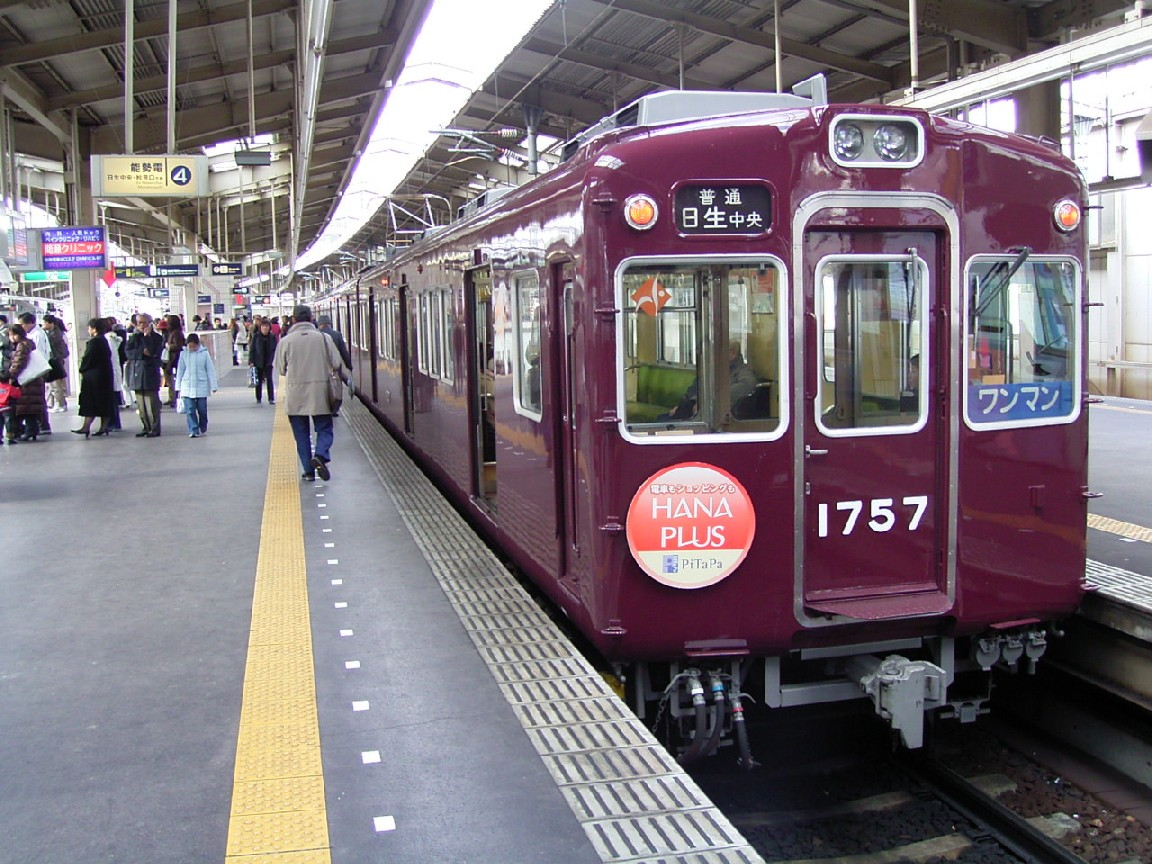
能勢電鉄1700系となった2000系
（2005年12月28日 川西能勢口駅）

2100系は、1980年代に入ると高速化した宝塚線では性能不足となり、冷房化工事を行わずに能勢電鉄に譲渡されることになった。2000系付随車の2055・2059の2両と2021系2030を含む24両が1983年から1985年にかけて能勢電鉄に譲渡され、1500系として入線した。2021系の冷房化未施工車2030は、2代目2050に改造された2154の代替として譲渡された。
2000系・2071系の廃車は1989年より開始された。甲陽線・今津南線用の3両編成が最後まで残っていたが、1992年1月に単独編成の運用を終了。同年1月26日には2070F（2070-2002-2020）によるさよなら運転が行われ、翌2月の同編成の廃車をもって単独編成は消滅した。
2000系は1990年から1992年にかけて能勢電鉄に譲渡され、同社の1700系となった。譲渡車のうち2072・2078・2177・2187は2071系からの転入車である。中間車については運転台撤去車は含まれていない。
単独編成消滅後も3000系・5000系の中間付随車として、2000系2050形、2071系2071形・2171形が引き続き使用された。1995年には2087が阪神・淡路大震災による伊丹駅崩壊に巻き込まれて廃車、2171が3000系3022へ改造・改番され、2両の減少があった。
1999年には2091と2050形の運転台撤去車として最後まで残った2052が5200系最後の編成とともに廃車、2000年には2088が製造時からの中間車では初の廃車となった。2088は3054Fから脱車後1993年より西宮車庫で留置されていたが、震災を除くとスイープファン・表示幕設置車両で初の廃車でもあった。
2000年から開始された5000系のリニューアル工事では、5100系の編入により大量の廃車が発生した。うち2000年の2090と2006年の2184・2085は、5000系からの脱車後に宝塚線の3000系へ再転用、2011年に廃車となった。当初からの2050形は2005年12月までに、2100系からの編入車で最後まで残った2093も2013年7月30日付で廃車となり、2000系は形式消滅した。残る2071系も2014年までに廃車となり、阪急における本系列は全廃となった。

## 譲渡・保存車
2003年、2071系の2071形2086・2186が兵庫県広域防災センターに譲渡され、同所の事故訓練用教材となった。2両とも運転台撤去車で、譲渡時に前面のみ先頭車仕様に復元されている。
このほか、2050（二代目）の運転台のみのカットボディが吉川八幡神社（豊能町）に保管されており、正面は能勢電鉄1700系1754号仕様にも変更可能となっている。

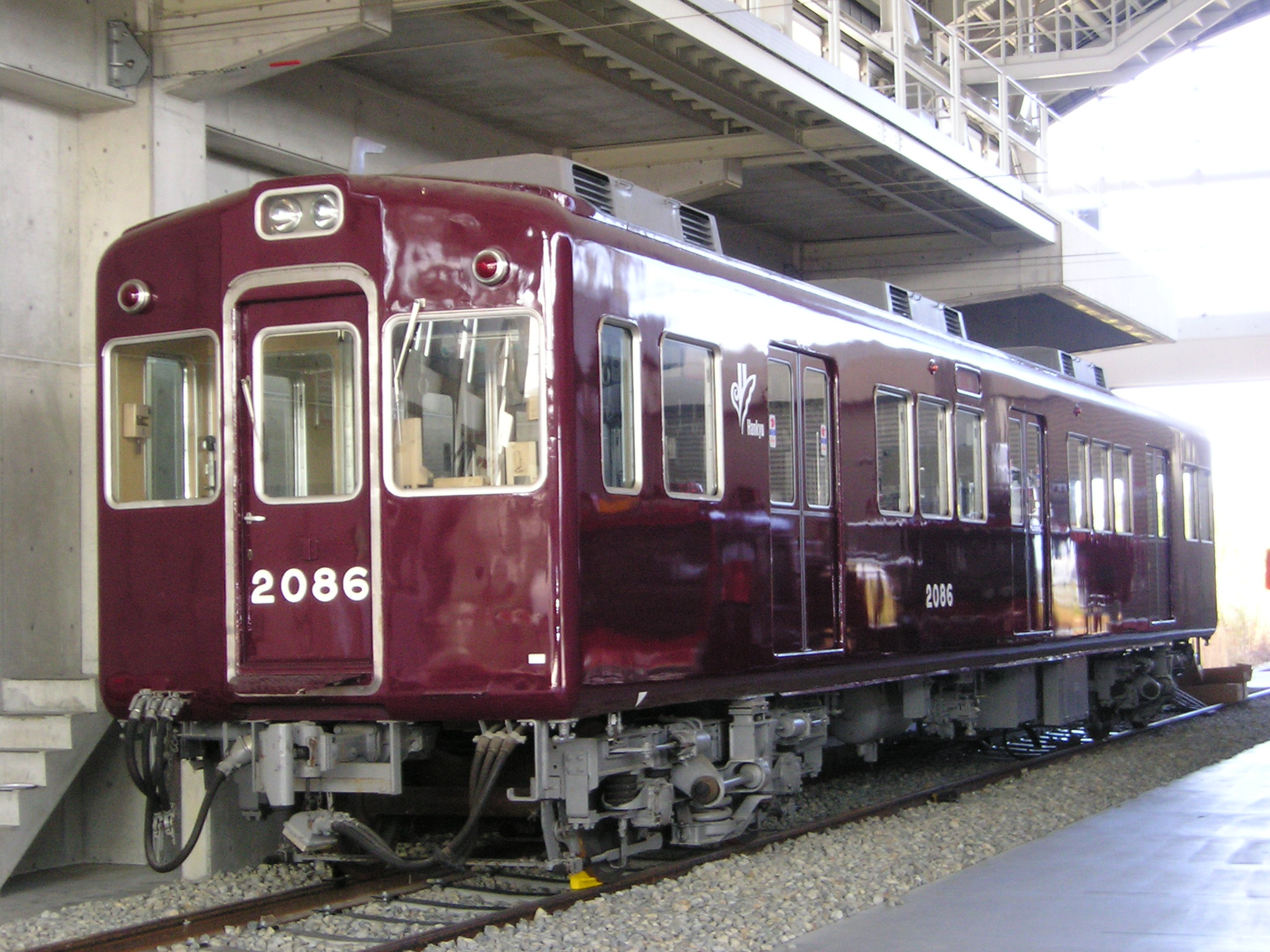
兵庫県広域防災センターで屋内保管の2086（2009年12月2日 許可を得て撮影）
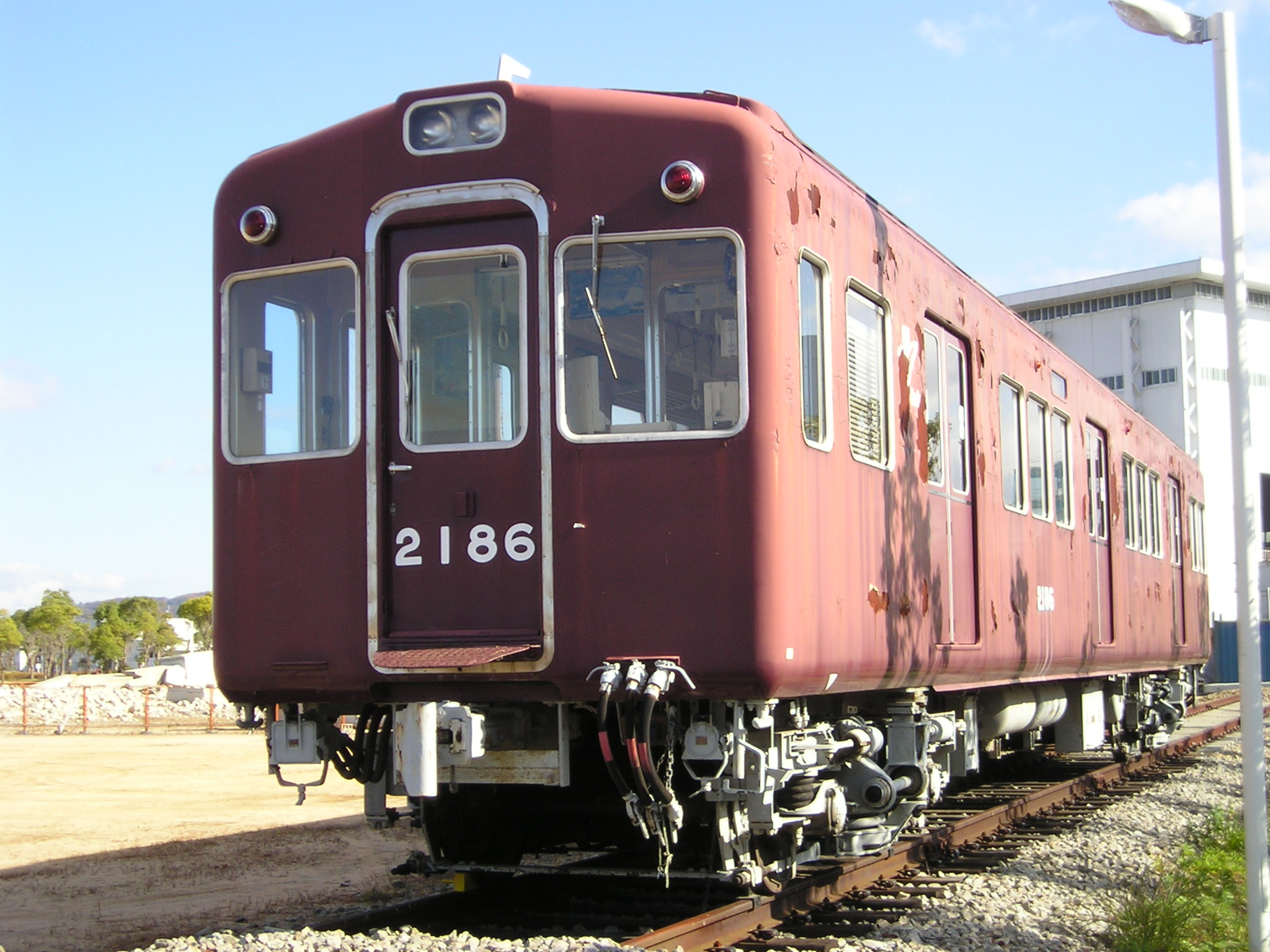
兵庫県広域防災センターで屋外保管の2186（元2036）（2009年12月2日 許可を得て撮影）

## 編成表
cは中間運転台の位置を、oは運転台撤去跡の位置を指す。 

### 1985年
1985年1月頃。2050は六甲事故で1984年12月に廃車、2000・2051は未組成。
| ← 大阪梅田神戸三宮・新開地 → | ← 大阪梅田神戸三宮・新開地 → | ← 大阪梅田神戸三宮・新開地 → | ← 大阪梅田神戸三宮・新開地 → | ← 大阪梅田神戸三宮・新開地 → | ← 大阪梅田神戸三宮・新開地 → | ← 大阪梅田神戸三宮・新開地 → | ← 大阪梅田神戸三宮・新開地 → | 備考 |  |
| Tc                           | M                            | To                           | Mo                           | To                           | Mo                           | T                            | Mc                           |      |  |
| 2058                         | 2008                         | o 2089                       | 2043 o                       | o 2094                       | 2009 o                       | 2174                         | 2044                         |      |  |

| ← 西宮北口宝塚 → | ← 西宮北口宝塚 → | ← 西宮北口宝塚 → | ← 西宮北口宝塚 → | ← 西宮北口宝塚 → | ← 西宮北口宝塚 → | 備考 |  |
| Tc               | M                | Mc               | To               | T                | Mc               |      |  |
| 2092             | 2042             | 2003 c           | o 2056           | 2057             | 2007             |      |  |
| Tc               | M                | Mc               | Tc               | M                | Mc               |      |  |
| 2054             | 2004             | 2005 c           | c 2064           | 2010             | 2011             |      |  |
| Tc               | Mo               | To               | Mc               | To               | Mc               |      |  |
| 2067             | 2001 o           | o 2060           | 2017 c           | o 2052           | 2014             |      |  |

| ← 今津・甲陽園 | ← 今津・甲陽園 | ← 今津・甲陽園 | 備考 |  |
| Tc             | M              | Mc             |      |  |
| 2062           | 2012           | 2013           |      |  |
| 2065           | 2015           | 2016           |      |  |
| 2068           | 2018           | 2019           |      |  |
| 2070           | 2002           | 2020           |      |  |

### 1990年
1990年2月現在。2050は2代目。伊丹線用4連と甲陽線・今津南線用3連のみが残存。
| ← 塚口伊丹 → | ← 塚口伊丹 → | ← 塚口伊丹 → | ← 塚口伊丹 → | 備考 |  |
| Tc           | M            | T            | Mc           |      |  |
| 2050         | 2000         | 2051         | 2014         |      |  |
| Tc           | M            | To           | Mc           |      |  |
| 2065         | 2015         | o 2060       | 2016         |      |  |

| ← 今津・甲陽園 | ← 今津・甲陽園 | ← 今津・甲陽園 | 備考 |  |
| Tc             | M              | Mc             |      |  |
| 2054           | 2042           | 2005           |      |  |
| 2062           | 2012           | 2013           |      |  |
| 2064           | 2010           | 2011           |      |  |
| 2068           | 2018           | 2019           |      |  |
| 2070           | 2002           | 2020           |      |  |

中間付随車
2000系
| 2050形(T) | 組み込み先 | 最終配置 | 廃車           | 備考     |
| --------- | ---------- | -------- | -------------- | -------- |
| 2052      | 5230F      | 今津北   | 2000年1月18日  |          |
| 2055Ⅱ     | 3056F      | 神戸     | 2008年3月25日  | 元2100系 |
| 2059Ⅱ     | 3064F      | 神戸     | 2002年4月19日  | 元2100系 |
| 2066      | 5008F      | 神戸     | 2005年12月15日 |          |
| 2069      | 5008F      | 神戸     | 2005年12月15日 |          |
| 2093      | 3066F      | 宝塚     | 2013年7月30日  | 元2100系 |

2071系
| 2071形(T) | 組み込み先 | 最終配置 | 廃車           | 備考                            |
| --------- | ---------- | -------- | -------------- | ------------------------------- |
| 2071      | 3080F      | 宝塚     | 1991年9月28日  |                                 |
| 2073      | 3050F      | 神戸     | 2002年4月19日  |                                 |
| 2074      | 3157F      | 伊丹     | 1992年1月11日  |                                 |
| 2075      | 3078F      | 神戸     | 2011年4月28日  |                                 |
| 2076      | 3077F      | 伊丹     | 2014年3月25日  |                                 |
| 2077      | 3082F      | 神戸     | 2002年4月19日  |                                 |
| 2079      | 3159F      | 伊丹     | 2013年3月28日  |                                 |
| 2080      | 3056F      | 神戸     | 2008年3月25日  |                                 |
| 2081      | 5001F      | 神戸     | 2007年6月29日  |                                 |
| 2082      | 5002F      | 神戸     | 2007年6月29日  |                                 |
| 2083      | 5000F      | 神戸     | 2007年6月29日  |                                 |
| 2084      | 5004F      | 神戸     | 2007年6月29日  |                                 |
| 2085      | 3050F      | 宝塚     | 2011年4月28日  |                                 |
| 2086      | 5006F      | 神戸     | 2003年2月20日  | 兵庫県 広域防災センターにて保存 |
| 2087      | 3159F      | 伊丹     | 1995年4月3日   | 阪神淡路大震災 被災             |
| 2088      | 3054F      | 神戸     | 2000年1月18日  |                                 |
| 2090      | 3064F      | 宝塚     | 2014年8月21日  |                                 |
| 2091      | 5230F      | 今津北   | 2000年1月18日  |                                 |
| 2171形(T) | 組み込み先 | 最終配置 | 廃車           | 備考                            |
| 2172      | 5012F      | 神戸     | 2005年12月15日 |                                 |
| 2173      | 3080F      | 宝塚     | 1990年10月3日  |                                 |
| 2174      | 5012F      | 神戸     | 2008年7月15日  |                                 |
| 2175      | 3062F      | 宝塚     | 2014年2月14日  |                                 |
| 2176      | 3081F      | 箕面     | 2012年11月5日  |                                 |
| 2178      | 3054F      | 神戸     | 2007年6月29日  |                                 |
| 2179      | 3052F      | 神戸     | 2012年4月28日  |                                 |
| 2181      | 5002F      | 神戸     | 2007年6月29日  |                                 |
| 2182      | 5002F      | 神戸     | 2007年6月29日  |                                 |
| 2183      | 5001F      | 神戸     | 2002年4月19日  |                                 |
| 2184      | 3050F      | 宝塚     | 2011年4月28日  |                                 |
| 2185      | 5004F      | 神戸     | 2007年6月29日  |                                 |
| 2186      | 5006F      | 神戸     | 2003年2月20日  | 兵庫県 広域防災センターにて保存 |
| 2188      | 3060F      | 宝塚     | 2012年11月5日  |                                 |
| 2190      | 3064F      | 宝塚     | 2014年8月21日  |                                 |
| 2191      | 3074F      | 宝塚     | 2012年4月28日  |                                 |